# Redding van Jessica McClure

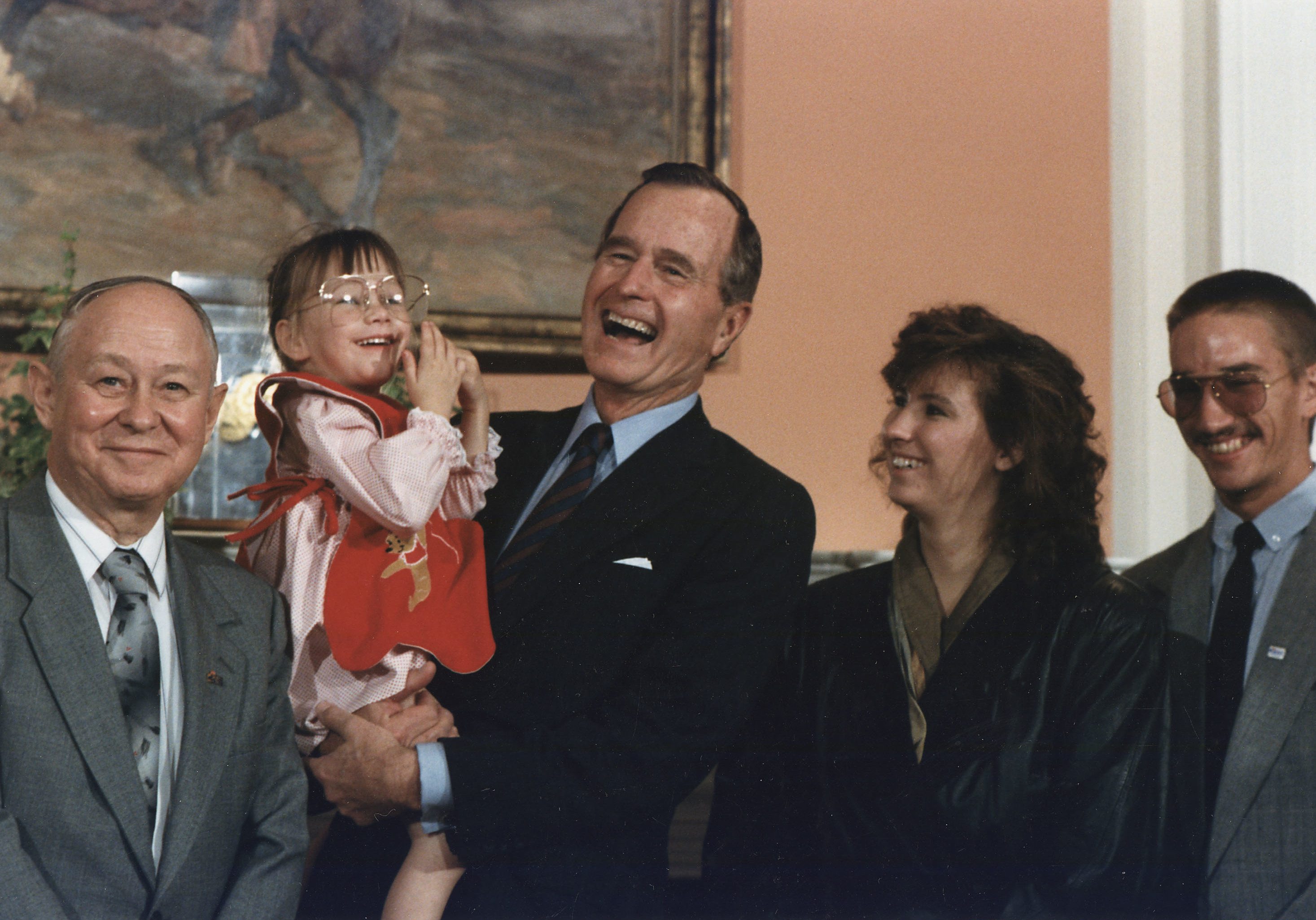
Jessica McClure in de armen van toenmalig president George H.W. Bush (19 juli 1989)

De redding van Jessica McClure (26 maart 1986), toen zij op 14 oktober 1987 in Midland, Texas op een leeftijd van anderhalf vast kwam te zitten in een waterput, kreeg wereldwijde media-aandacht.

## Reddingsactie
Jessica McClure viel in een waterput in de achtertuin van haar tante en bleef op 6 meter diepte steken doordat haar benen gespreid kwamen te zitten. Indien ze niet was komen vast te zitten, dan was ze in een ondergrondse vijver op een diepte van 22 meter terechtgekomen. Een reddingsactie werd op touw gezet. Reddingswerkers probeerden bij haar te komen door naast de put evenwijdig een gat te graven van 8 meter diep om onder McClure uit te komen. Hierna werd er schuin naar boven gegraven. De reddingsactie duurde in totaal ongeveer 58 uur.
Sinds het ongeluk heeft McClure vijftien operaties ondergaan, waaronder plastische chirurgie. Ze kan zich niks meer van de reddingsactie herinneren.

## Mediatisering
Volgens het Pew Research Center was deze reddingsactie wereldwijd de op een na meest door de pers verslagen nieuwsgebeurtenis ooit, na de begrafenis van Prinses Diana.
In 1988 verscheen het gezin met Jessica in Live with Regis and Kathie Lee. Fotograaf Scott Shaw van de krant Odessa American won in 1988 de Pulitzerprijs voor nieuwsfotografie met een foto van de redding van McClure. Beelden van de redding werden opgenomen in de videoclip van het nummer "Man in the Mirror" van Michael Jackson uit 1988. Van de reddingsactie verscheen in 1989 de tv-film Everybody's Baby: The Rescue of Jessica McClure met Patty Duke en Beau Bridges, die in 2004 op dvd verscheen.
Een aflevering van de tekenfilmreeks The Simpsons uit 1992, getiteld "Radio Bart", parodieerde de grote media-aandacht voor McClure.
In 2005 verscheen het boek "The Rainbow's Shadow: True Stories of Baby Jessica's Rescue & the Tragedies That Followed". Het Amerikaans blad USA Today publiceerde in mei 2007 een top 25 van "levens met een onuitwisbare impact" (Lives of indelible impact) en plaatste daarin Jessica McClure op plaats 22. In 2010 bracht bluesmuzikant Charlie Musselwhite het album The Well, waarop hij in het titelnummer beschrijft hoe het levensgevecht van McClure een inspiratie was om zijn alcoholprobleem aan te pakken.

## Latere leven van McClure
In mei 2004 behaalde McClure haar diploma. Op 28 januari 2006 trouwde zij met Daniel Morales en samen hebben ze een zoon en een dochter. Op haar vijfentwintigste verjaardag kwam een bedrag van ongeveer één miljoen dollar aan ontvangen donaties vrij.